# The Sound
The Sound war eine britische Post-Punk-Band zu Beginn der 1980er Jahre.

## Geschichte
The Sound entstand aus den Resten der Punk-Band The Outsiders, in der Sänger und Gitarrist Adrian Borland und Bassist Graham Bailey (der bis 1983 den Nachnamen Green verwendete) gemeinsam gespielt hatten. Während beide anfangs auch noch mit Second Layer als Duo aktiv waren, entwickelte sich The Sound bald zum Hauptprojekt. Das vielbeachtete Debütalbum Jeopardy wurde für nur 800 Pfund Sterling Kosten bei der Plattenfirma Korova, einem Sublabel von Warner Music, aufgenommen und erschien 1980. Die folgende, von Hugh Jones produzierte Platte From the Lions Mouth war 1981 noch erfolgreicher und orientierte sich an musikalischen Vorbildern wie Joy Division und den Labelkollegen Echo & The Bunnymen.
Nachdem Korova eine kommerziellere Ausrichtung gefordert hatte, legte die Gruppe 1982 mit All Fall Down eine recht experimentelle Platte vor, die bei Kritikern und Fans durchfiel. Plattenfirma und Band trennten sich daraufhin, The Sound unterschrieben einen Vertrag beim Independent-Label Statik. Obwohl die EP Shock of Daylight (1984) und das Album Heads and Hearts (1985) positiv aufgenommen wurden, konnte die Gruppe nicht mehr an ihre vorherigen Erfolge anschließen. Bei Borland trat etwa ab dieser Zeit eine psychische Störung mit einem deutlichen Hang zu Depressionen auf, wodurch das Bandgefüge zunehmend destabilisiert wurde.
Bald nach dem Erscheinen des Live-Albums In the Hothouse ging Statik 1986 in die Insolvenz. The Sound veröffentlichten ihre letzte Platte Thunder Up 1987 bei Play It Again Sam. Nachdem bei der anschließenden Tour mehrere Termine wegen Borlands psychischer Erkrankung abgesagt werden mussten, löste sich die Band Anfang 1988 schließlich auf.
Im Anschluss startete Adrian Borland eine Solokarriere, allerdings nur mit mäßigem kommerziellem Erfolg. Im April 1999 beging er Suizid, als er sich in London vor einen Zug warf. Keyboarder Colvin „Max“ Mayers starb bereits 1993 an AIDS.
Zu Ehren der Band und insbesondere von Adrian Borland existiert von 2018 bis 2024 das Projekt In2TheSound mit Originaldrummer Mike Dudley. Sänger war Carlo van Putten (The Convent, Dead Guitars), der schon mit Adrian Borland im Projekt White Rose Transmission zusammengearbeitet hatte. Die Band war in Italien, Portugal, den Niederlanden und Deutschland aufgetreten und spielte nur Stücke der Originalband.

„Die Vergangenheit und ihre Tragödien sind immer bei uns; aber wir können die Essenz der Kreativität, die so viele großartige Songs hervorgebracht hat, retten und in die Zukunft tragen, um sie nicht nur für Fans, die noch zuhören, am Leben zu erhalten, sondern auch für diejenigen, die sie noch nicht entdeckt haben.“

## Diskografie

### Alben

#### Jeopardy (1980)
Das Debütalbum Jeopardy erschien am 1. November 1980 auf dem Label Korova. Es ist das einzige reguläre Album der Band, das in der Gründungsbesetzung eingespielt wurde, da Keyboarder Benita „Bi“ Marshall The Sound bereits 1980 wieder verlassen hat. Produziert wurde Jeopardy von Nick Robbins und der Band im Londoner Studio Elephant. Das Album wurde von der Fachpresse sehr positiv aufgenommen.
1. I Can’t Escape Myself
2. Heartland
3. Hour of Need
4. Words Fail Me
5. Missiles
6. Heyday
7. Jeopardy
8. Night Versus Day
9. Resistance
10. Unwritten Law
11. Desire

#### From the Lions Mouth (1981)
Das Nachfolgeralbum erschien im November 1981 erneut über Korova. Eingespielt wurde From the Lions Mouth in den Rockfield Studios in Wales. Max Mayers ersetzte Marshall am Keyboard. Das zweite Album erhielt ebenfalls gute Kritiken.
1. Winning
2. Sense of Purpose
3. Contact the Fact
4. Skeletons
5. Judgement
6. Fatal Flaw
7. Possession
8. The Fire
9. Silent Air
10. New Dark Age

#### All Fall Down (1982)
Das dritte Album der Post-Punk-Band wurde am 23. Oktober 1982 über die Warner Music Group veröffentlicht. Aufgenommen wurde es in Studios in Oxfordshire und London, produziert von der Band und Nick Robbins. All Fall Down wurde gemischt bewertet und konnte nicht an das positive Presseecho der Vorgänger anknüpfen.
1. All Fall Down
2. Party of the Mind
3. Monument
4. In Suspense
5. Where the Love Is
6. Song and Dance
7. Calling the New Tune
8. Red Paint
9. Glass and Smoke
10. We Could Go Far

#### Shock of Daylight (EP) (1984)
Im April 1984 veröffentlichte das Label Statik Records die EP Shock of Daylight, die von der Band in Londoner Studios eingespielt wurde. Die Resonanz war positiv.
1. Golden Soldiers
2. Longest Days
3. Counting the Days
4. Winter
5. New Way of Life
6. Dreams Then Plans

#### Heads and Hearts (1985)
Im Februar 1985 kam das vierte Album auf den Markt. Heads and Hearts erschien über das Label Statik Records. Auf dem Album sind neue Einflüsse durch New Wave und Indie-Rock hörbar. Die Kritiken waren durchwachsen.
1. Whirlpool
2. Total Recall
3. Under You
4. Burning Part of Me
5. Love is Not a Ghost
6. Wildest Dreams
7. One Thousand Reasons
8. Restless Time
9. Mining for Heart
10. World As It Is
11. Temperature Drop

#### Thunder Up (1987)
Das letzte Studioalbum von The Sound wurde 1987 über das belgische Indie-Label Play It Again Sam Records veröffentlicht. Zu diesem Zeitpunkt hatte sich die Band bereits weit von ihren Wurzeln im Post-Punk entfernt. Thunder Up wurde überwiegend wohlwollend rezipiert.
1. Acceleration Group
2. Hand of Love
3. Barria Alta
4. Kinetic
5. Iron Years
6. Prove Me Wrong
7. Shot Up and Shut Down
8. Web of Wicked Ways
9. I Give You Pain
10. You’ve Got a Way

#### Propaganda (1999)
Im Todesjahr Borlands erschien das inoffizielle erste Album Propaganda, welches ausschließlich Aufnahmen aus dem Jahr 1979 enthält. Veröffentlicht wurde Propaganda vom französischen Label Renascent Records. Adrian Borland war am Remastering von Propaganda beteiligt und nahm sich am 26. April 1999, dem Tag der Veröffentlichung, das Leben. Von der Fachpresse wurde das Frühwerk mittelmäßig bewertet.
1. No Salvation
2. Deep Breath
3. Cost of Living
4. Quarter Past Two
5. Night Versus Day
6. Physical World
7. Statik
8. Music Business
9. Propaganda
10. Words Fail Me
11. One More Escape
12. Missiles

### Singles & EPs
- Physical World (1979)
- Live Instinct (1980)
- Heyday (1980)
- Sense of Purpose (1981)
- Hot House (1982)
- One Thousand Reasons (1984)
- Counting the Days (1984)
- Under You (1985)
- Temperature Drop (1985)
- Iron Years (1987)
- Hand of Love (1987)

### Kompilationen
- In the Hothouse (1985, live)
- Shock of Daylight / Heads and Hearts (1996)
- The BBC Recordings (2004)